# Мульвіїв міст

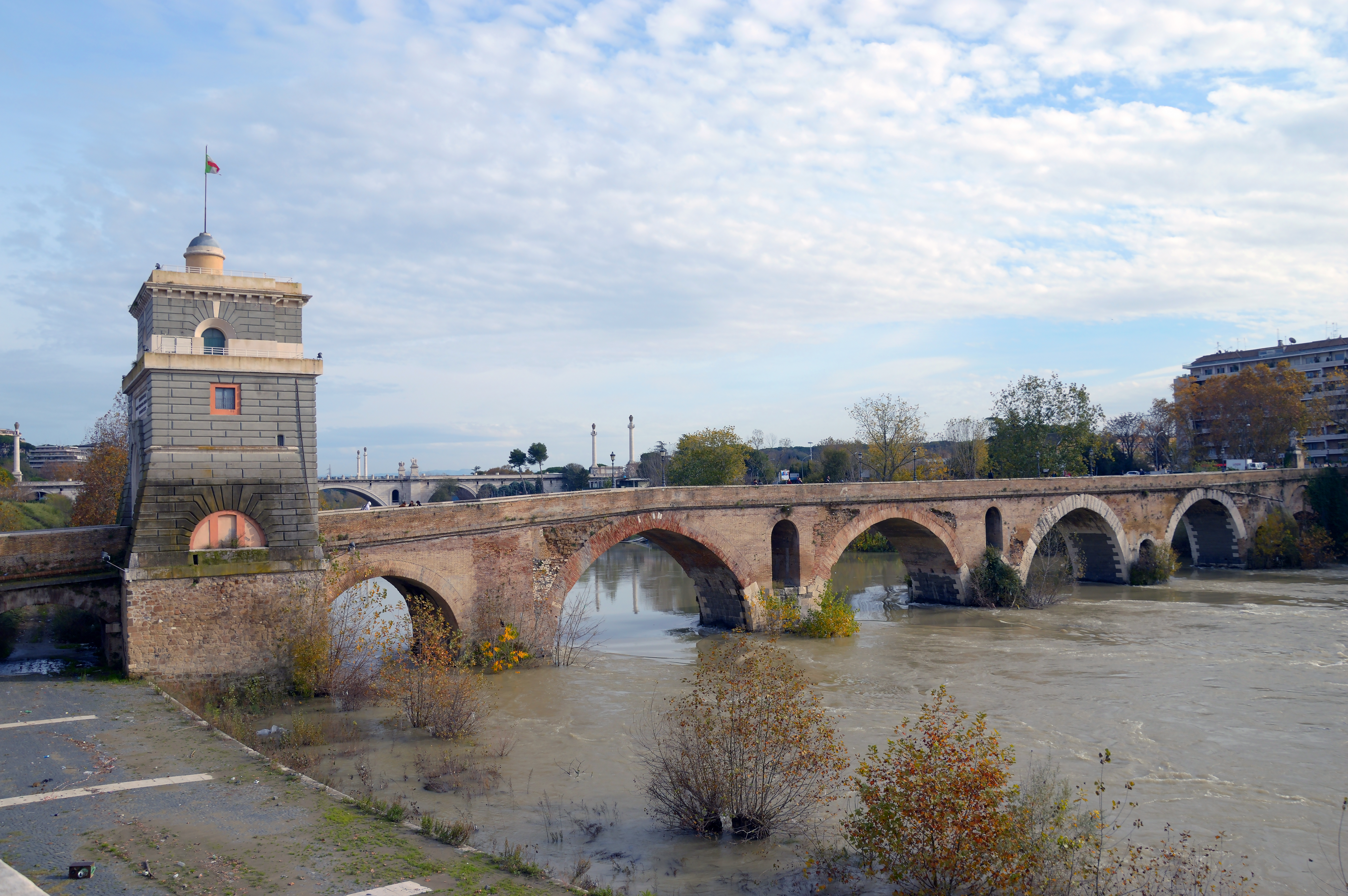
Мільвійський міст.

Pons Mulvius (Мульвійський, Мільвійський, міст, сьогодні Ponte Milvio, також зустрічається Ponte Millo) — міст через річку Тибр 3 км на північ від Рима на древній Фламінієвій дорозі (Via Flaminia), прокладеної у I століття. до н. е. і поєднувала Рим з Арімінумом (сьогодні Ріміні) на березі Адріатичного моря.
Спочатку дерев'яний міст згадується Титом Лівіем у 207 р. до н. е. Кам'яний міст був побудований у 109 р. до н. е. цензором Марком Емілієм Скавром. Важливий в стратегічному відношенні міст став свідченням багатьох історичних подій, найвідоміше з яких битва між узурпатором Максенцієм і претендентом Костянтином (Костянтином I Великим) у 312 р. н. е. У 63 до н. е. на мосту була організована засідка на послів племені аллоброгів, завдяки якій вдалося отримати докази для придушення змови Катіліни.

## Коротка історія споруди
Розташування Мульвієвого мосту у північній частині Марсового поля робило його місцем, де століттями тренувалися римські легіонери, там же полководці збирали війська як для оборони міста, так і для того, щоб виступати в завойовницькі походи чи каральні експедиції. Тут же вони зупинялися на зворотному шляху і розбивали табір, очікуючи рішення Сенату щодо результатів кампанії. По інший бік від Мульвієвого мосту влаштовували стоянки ті, хто приходив завойовувати Рим, так що міст часто опинявся в центрі найдраматичніших подій.
Мульвіїв міст зберіг значення військового мосту і після закінчення античної епохи, що аж ніяк не завжди йшло йому на користь. У 538 р. н. е. він був сильно пошкоджений під час бойових дій між готами і візантійським експедиційним корпусом Велізарія, що повторювалося під час збройних сутичок між кланами Орсіні і Колона у 1335 р., а також і в квітні і травні 1849 р., коли міст постраждав від рук воїнів Гарібальді.
Міст відновили лише в 1870 р.
Безліч знаменитостей в'їжджало по ньому до Риму, як завойовників так і тріумфаторів. Найвідоміші серед них Гай Юлій Цезар (незабаром після переходу Рубікона) і Карл Великий, який пройшов по Мульвієвому мосту у 799 р., коли приїжджав до Риму для того, щоб, коронуватися там та відродити імперію.
До 1956 р. Мульвіїв міст функціонував як частина транспортної артерії Італії, але потім був оголошений пам'яткою старовини і тепер доступний тільки для пішоходів. Траплялися повені та інші природні катастрофи, проте здебільшого той міст залишається таким, яким був за часів давніх римлян.